# شورش کاگن
شورش کاگن (به ژاپنی: 嘉元の乱 かげんのらん); آشفتگی در شوگون‌سالاری کاماکورا شوگونی که در سال ۱۳۰۵ در اواخر دوره کاماکورا رخ داد. به آن شورش هوجو مونه‌کاتا نیز می‌گویند.

## تاریخچه حادثه
در ۲۲ آوریل، آتش‌سوزی در عمارت توکوسو (شاخه اصلی خاندان هوجو)، هوجو ساداتوکی، که قبلاً از سمت شیکن بازنشسته شده بود اما هنوز در قدرت بود، رخ داد.